# 586 (číslo)
Pět set osmdesát šest je přirozené číslo. Následuje po čísle pět set osmdesát pět a předchází číslu pět set osmdesát sedm. Římskými číslicemi se zapisuje DLXXXVI a řeckými číslicemi φπς.

## Matematika
586 je:
- Deficientní číslo
- Poloprvočíslo
- Nešťastné číslo

## Astronomie
- (586) Thekla je planetka hlavního pásu, kterou objevil v roce 1906 Max Wolf

## Roky
- 586
- 586 př. n. l.